# Symbolfoto

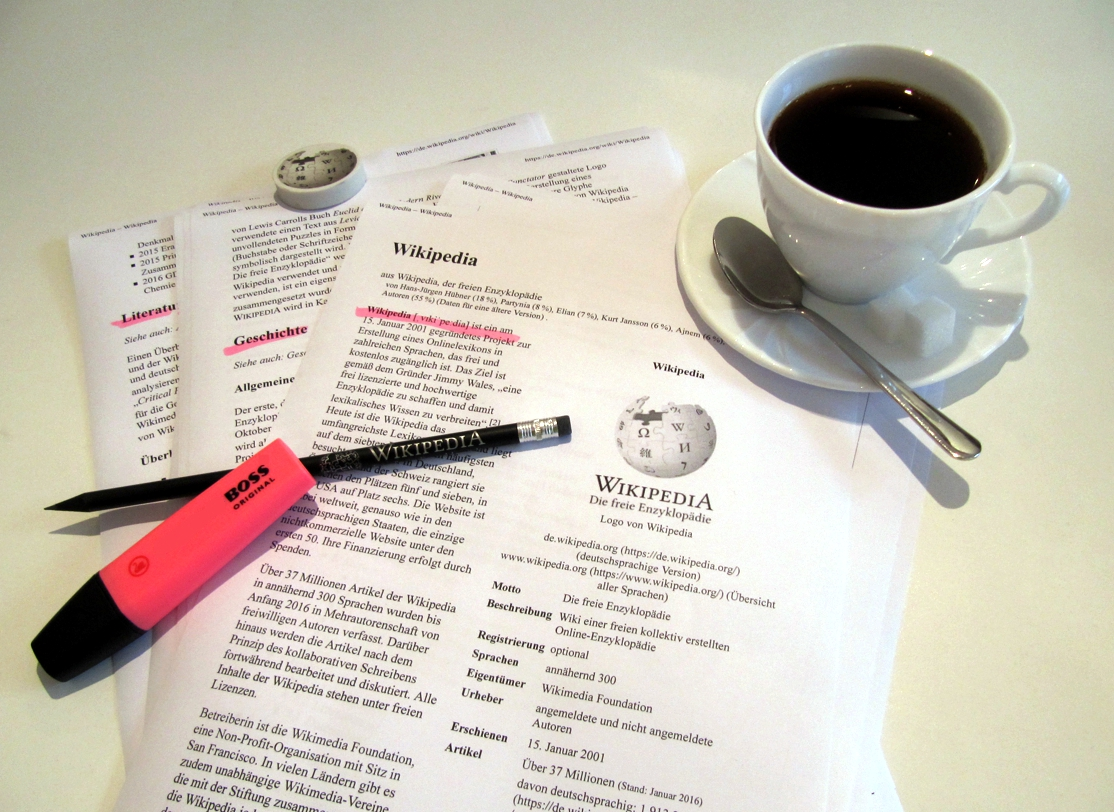
Beispiel eines Symbolfotos für die Wikipedia

Als Symbolfoto oder Symbolbild bezeichnet man in Print- und Onlinemedien sowie im Fernsehen eine zu Texten abgedruckte bzw. dem Gesprochenen eingeblendete bildliche Darstellung, die nicht den konkreten Sachverhalt darstellt, sondern aus einem davon unabhängigen Zusammenhang stammt. Dazu wird beispielsweise eine nicht bildlich festgehaltene Szene nachgestellt, abstrakt visualisiert, unter Nutzung einer Fotomontage dargestellt oder eine Abbildung eines ähnlichen Motivs genutzt, das aus einem anderen Zusammenhang stammt.
Es gibt Agenturen, die Symbolfotos für verschiedene Themenbereiche kommerziell anbieten; aktuell können Fotos z. B. unter Verwendung einer Corona-Maske erstellt werden.

## Deutscher Pressekodex
Der Pressekodex des Deutschen Presserats fordert in Ziffer 2: „Symbolfotos müssen als solche kenntlich sein oder erkennbar gemacht werden.“ In Ziffer 2, Richtlinie 2.2, heißt es: „Kann eine Illustration, insbesondere eine Fotografie, beim flüchtigen Lesen als dokumentarische Abbildung aufgefasst werden, obwohl es sich um ein Symbolfoto handelt, so ist eine entsprechende Klarstellung geboten. So sind Ersatz- oder Behelfsillustrationen (…), symbolische Illustrationen (...), Fotomontagen oder sonstige Veränderungen deutlich wahrnehmbar in Bildlegende bzw. Bezugstext als solche erkennbar zu machen.“
Abweichend von der Definition der Fotografie verwenden Verlage auch vollständig computergenerierte Abbildungen zur Illustration ihrer Aussagen.